# Тондела
Тонде́ла (порт. Tondela; МФА: [tõ.ˈde.ɫɐ]) — муніципалітет і місто в Португалії, в окрузі Візеу. Розташований у центрально-північній частині країни, на теренах історичної португальської провінції Бейра. Належить до Візеуської діоцезії Католицької церкви в Португалії. Права міського самоврядування має з 1515 року. Поділяється на 19 парафій. За адміністративним поділом, чинним до 1976 року, був складовою провінції Верхня Бейра. Площа муніципалітету — 371,22 км², населення муніципалітету — 28946 ос. (2011); густота населення — 77,98 осіб/км²
. Патрон — Діва Марія. Святковий день муніципалітету — 16 вересня. Поштовий індекс — 3460.  Код місцевої адміністративної одиниці — 1821. Складова статистичного регіону Центр.

## Географія
Тондела розташована в центрі Португалії, на південному заході округу Візеу.
Тондела межує на півночі з муніципалітетами Возела і Олівейра-де-Фрадеш, на північному сході — з муніципалітетом Візеу, на південному сході — з муніципалітетом Каррегал-ду-Сал, на півдні — з муніципалітетом Санта-Комба-Дан, на південному заході — з муніципалітетом Мортагуа, на заході — з муніципалітетом Агеда.
Територією муніципалітету протікає річка Агеда.

## Історія
1515 року португальський король Мануел I надав Тонделі форал, яким визнав за поселенням статус містечка та муніципальні самоврядні права.

## Населення
| Кількість мешканців | Кількість мешканців | Кількість мешканців | Кількість мешканців | Кількість мешканців | Кількість мешканців | Кількість мешканців | Кількість мешканців | Кількість мешканців | Кількість мешканців | Кількість мешканців | Кількість мешканців | Кількість мешканців | Кількість мешканців | Кількість мешканців |
| ------------------- | ------------------- | ------------------- | ------------------- | ------------------- | ------------------- | ------------------- | ------------------- | ------------------- | ------------------- | ------------------- | ------------------- | ------------------- | ------------------- | ------------------- |
| 1864                | 1878                | 1890                | 1900                | 1911                | 1920                | 1930                | 1940                | 1950                | 1960                | 1970                | 1981                | 1991                | 2001                | 2011                |
| 27 791              | 29 971              | 30 346              | 30 622              | 32 155              | 31 157              | 34 632              | 38 107              | 40 596              | 38 917              | 35 350              | 35 906              | 32 049              | 31 152              | 28 946              |